# Zestoa
Zestoa és un municipi de Guipúscoa, de la comarca de l'Urola-Costa.

## Eleccions municipals 2007
Sis partits van presentar candidatura al municipi: EAE-ANV, EAJ-PNB, EA, PSE-EE, PP i EB-ARALAR. Aquests van ser els resultats: 
- Eusko Abertzale Ekintza - Acció Nacionalista Basca: 824 vots (5 escons)
- Eusko Alderdi Jeltzalea - Partit Nacionalista Basc: 569 vots (4 escons)
- Eusko Alkartasuna: 412 vots (2 escons)
- Ezker Batua / Aralar: 61 vots (0 escons)
- Partit Socialista d'Euskadi - Euskadiko Ezkerra: 57 vots (0 escons)
- Partit Popular: 10 vots (0 escons)

Amb aquests resultats, va resultar vencedora l'actual alcaldessa de la ciutat, Alazne Olaizola, per part d'EAE-ANV, en assolir 5 regidories d'11 en total. EAJ-PNB en va assolir 4 en ser la segona força més votada, mentre que Eusko Alkartasuna se'n va quedar amb 2. Ni EB-ARALAR, ni els socialistes ni populars van assolir cap representació en l'ajuntament, ja que van quedar amb una quantitat de vots molt inferior a la dels 3 partits més votats.

## Barris
La població de Zestoa viu aproximadament en un 60% en el nucli urbà de Zestoa, mentre que el 40% restant viu disseminada en el terme municipal, en algun dels nombrosos barris que componen el municipi. Les dades de població es corresponen a 2005.
- Aizarna: 196 habitants.
- Akua: 83 habitants.
- Arroa Bekoa o Arroabea: 354 habitants.
- Arroa Goikoa o Arroagoia: 228 habitants.
- Bedua: 11 habitants.
- Endoia: 26 habitants.
- Etorra: 34 habitants.
- Ibañarrieta: 20 habitants.
- Iraeta: 107 habitants.
- Lasao: 63 habitants.
- Narrondo: 65 habitants.
- Txiriboga: 58 habitants.

## Economia
Les principals empreses del municipi són: 
- Ederra Morteros y Revocos, SL: morters, cues de formigó i en general articles derivats del ciment destinats a la construcció.
- Forjas de Iraeta, SA: fabricant de brides. Arxivat 2018-08-07 a Wayback Machine.
- TS-Fundiciones, SA: fosa de peces de ferro amb grafit laminar i esferoïdal.

Nota: empreses de Zestoa que segons el CIVEX (Catàleg industrial basc) superen els 50 treballadors.

## Patrimoni historicoartístic
Aquesta localitat va ser famosa pel seu balneari, especialment en la primera meitat del segle xx. Actualment, hi destaquen les pintures rupestres de les coves d'Ekain. Està previst inaugurar el 2007 una rèplica de la major part d'aquestes pintures en el museu del palau gòtic de Lili. L'edifici de l'Ajuntament és de 1601.

## Persones il·lustres
- Narciso Balenciaga (1906-1935): pintor.
- Manuel Olaizola, Uztapide (1909-1983): bertsolari i escriptor en llengua basca.
- José Manuel Ibar, Urtain (1943-1992): boxador. Campió d'Europa dels pesos pesants el 1970 i entre 1971 i 1972.
- Félix Izeta Txabarri (n.1961), Gran Mestre d'escacs.

Pío Baroja va exercir de metge a Zestoa abans de dedicar-se a la literatura.